# Paruline tigrée
Setophaga tigrina
Espèce
Statut de conservation UICN

 LC  : Préoccupation mineure
La Paruline tigrée (Setophaga tigrina, anciennement Dendroica tigrina) est une espèce de passereaux appartenant à la famille des Parulidae.

## Description
En été, le mâle Paruline tigrée possède un dos brun, des joues marron et un croupion jaune. La gorge, la nuque et le ventre sont également jaune, le ventre étant rayé de noir. Les ailes montrent une bande alaire blanche. La femelle et les jeunes sont plus ternes mais le croupion jaune et la bande alaire blanche sont présents en tout plumage.

## Répartition

zone de nidification
zone d'hivernage

Sur son aire de nidification, la Paruline tigrée se retrouve depuis la Nouvelle-Écosse jusqu'à la Colombie-Britannique en passant au nord par le district de Mackenzie dans les Territoires du Nord-Ouest et au sud par les États de la région des Grands Lacs. Elle hiverne dans les Caraïbes et le sud de la Floride.

## Habitat et comportements
Pendant l'été, la Paruline tigrée se retrouve surtout dans les forêts de conifères, mais fréquente aussi les forêts mixtes. La femelle construit seule le nid qui est fait d'herbes, de mousses et de petites brindilles avec un intérieur garni d'herbes fines, de poils et de plumes. Le nid est placé dans un conifère près du tronc à une hauteur de 9 à 20 mètres ou plus près du sol. La femelle pond généralement entre 6 et 7 œufs.
Cette espèce est dépendante de la Tordeuse des bourgeons de l'épinette pour sa répartition et son abondance. La Paruline tigrée augmente ses effectifs lors des épidémies de Tordeuse mais diminue en nombre en même temps que cette proie.
Elle se nourrit en glanant les insectes sur les aiguilles au bout des branches, près de la cime des conifères. Elle chasse le plus souvent à une hauteur de 15 à 21 mètres, mais peut se retrouver de 6 à 24 mètres. Par contre, pendant la migration, elle se nourrit surtout au sol. La Paruline tigrée est la seule parmi le genre Dendroica à posséder une langue tubulaire. Cela lui permet de percer les fruits pour s'abreuver de leur jus.

## Galerie

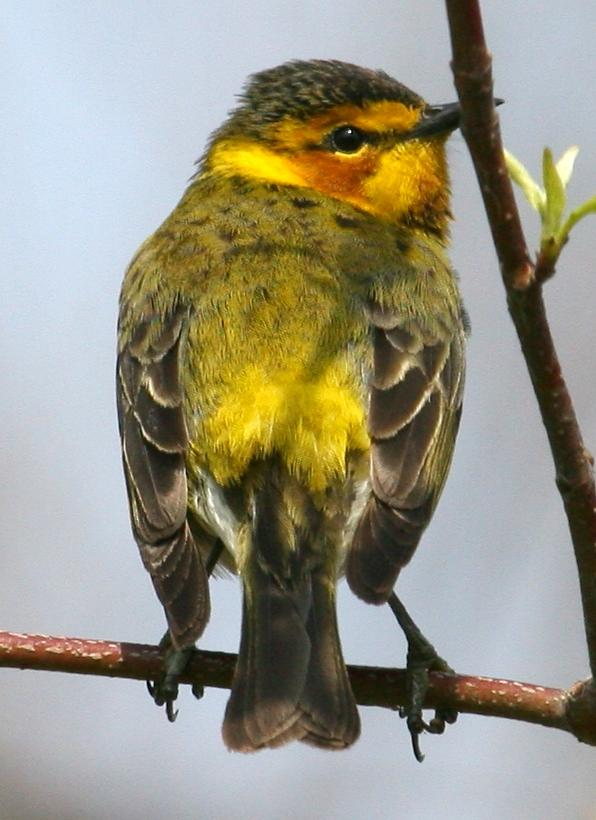
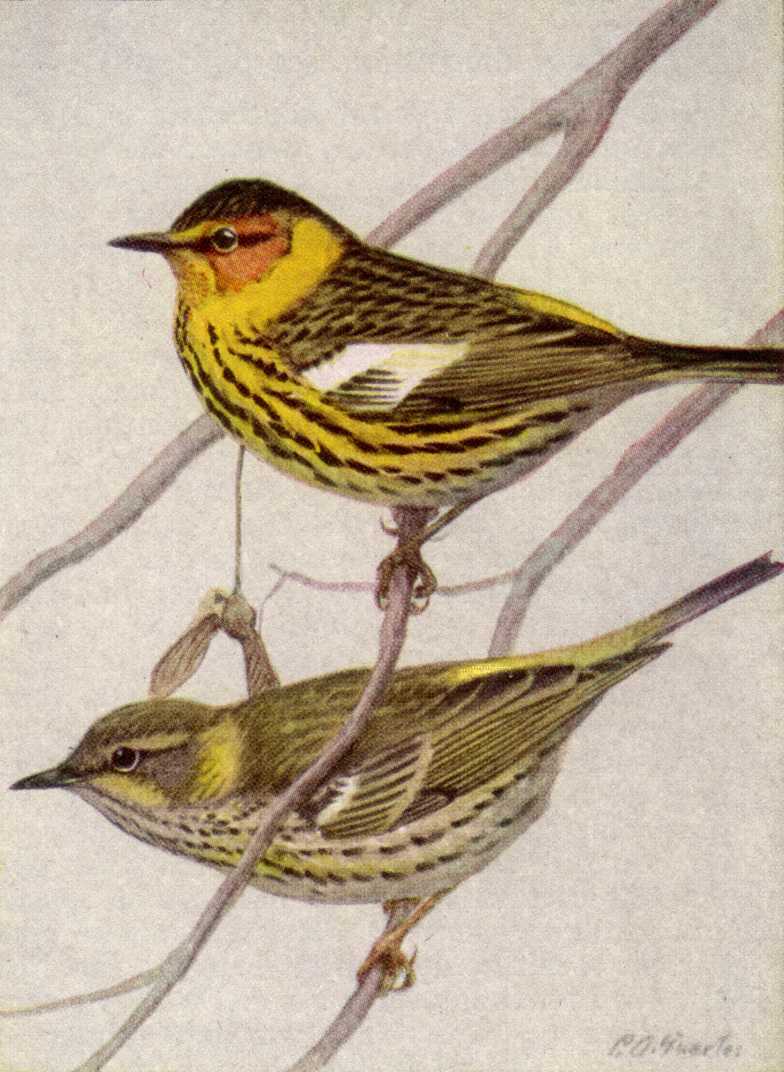
Couple (le mâle est en haut)
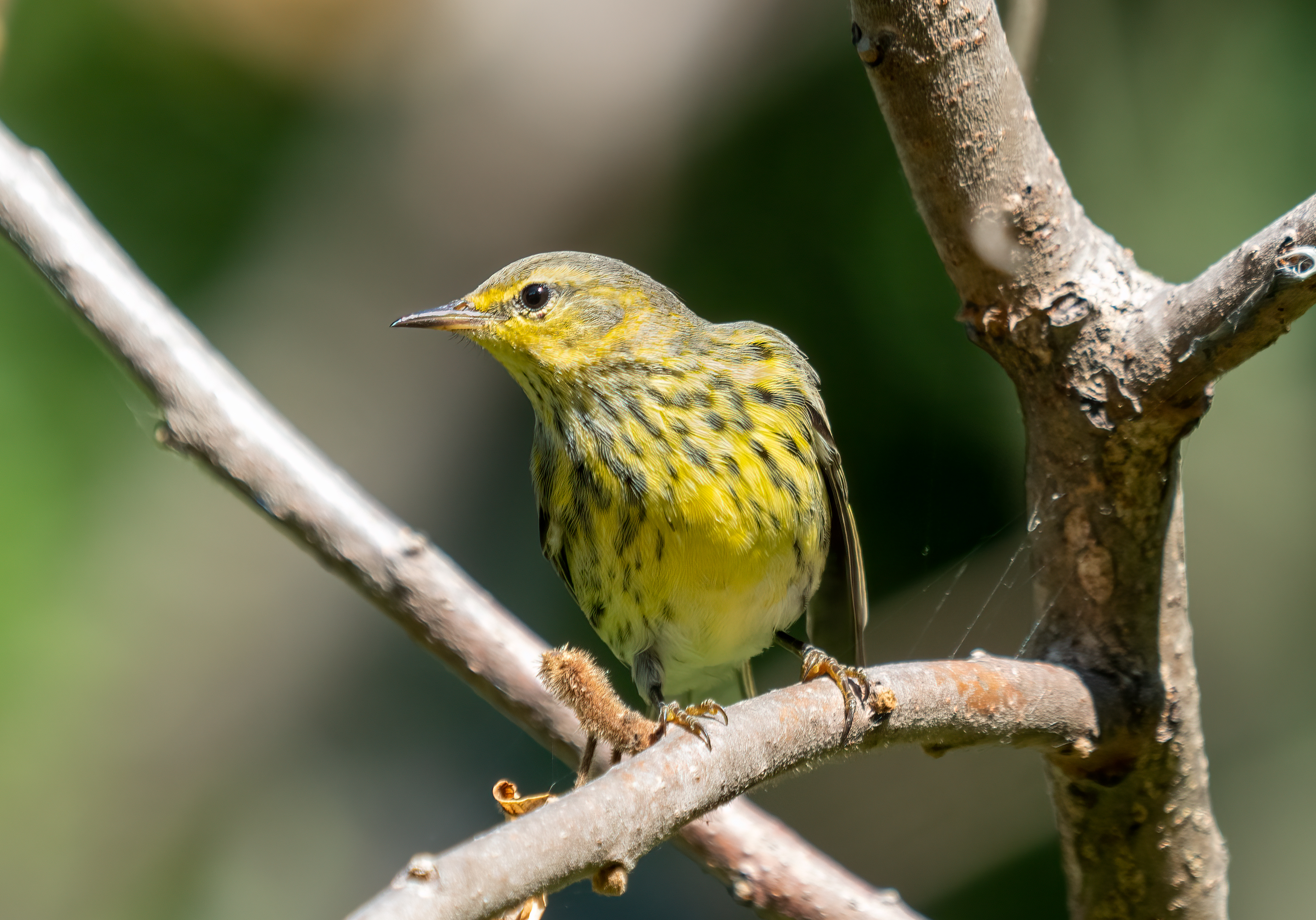
Une paruline tigrée à Prospect Park, New York. Septembre 2022.